# Псковское археологическое общество
Пско́вское археологи́ческое о́бщество было основано в октябре 1880 года в Пскове для исследования памятников древности и старины, исторических, этнографических и археологических исследований и изысканий, обозрения и описания собраний древностей и памятников.

## История
В 1872 году, 4 августа, состоялось организованное Псковским губернским статистическим комитетом первое заседание археологической комиссии. На нём присутствовали: А. М. Жемчужников, А. Ф. Верёвкин, П. П. Куликов, К. К. фон Врангель, Н. И. Александров, А. И. Ден, Н. А. Ваганов, Н. Е. Кастальский, Е. С. Пошаков, И. С. Березский, И. И. Василёв, Г. В. Лебедев, Н. П. Ламбин, М. Ф. Эссен, М. А. Назимов, А. В. Юшкевич, У. О. Витковский и К. Г. Евлентьев. Председателем комиссии был избран губернатор М. Б. Прутченко.
Усилиями комиссии в 1876 году в доме Дворянского собрания был открыт музей, давший начало Псковскому музею-заповеднику.
На 17-м чрезвычайном заседании археологической комиссии, 22 октября 1879 года, был окончательно рассмотрен и утверждён устав археологического общества; комиссия была преобразована в общество

## Музей общества
- 3 марта 1900 г. повелением императора Николая II здания Поганкиных палат переданы из ведения Военного министерства Псковскому Археологическому обществу для размещения Музея.
- В 1900—1902 гг. велся ремонт с приспособлением здания.

Раскрыты все окна и ниши, поставлены новые печи, сделаны новые деревянные потолки в помещениях трехэтажной части. Пристроено новое каменное крыльцо (арх. Л. П. Шишко). Средний этаж трехэтажной части отвели под естественно-исторический музей и библиотеку, верхний — для технической рисовальной школы . Фан-дер-Флит Е. К. пожертвовала на эти задачи 20 000 руб.
- 15 декабря 1902 г. состоялось торжественное освящение Музея.

## Издания общества
- Устав Псковского археологического общества (Утв. 30 июля 1880 г.) Псков. 1881 г.
- Орешников А. В. Псковское археологическое общество. Очерк. СПб. 1893 г.
- Каталог вещам и документам, хранящимся в Музее Псковского археологического общества 1897 года. Сост. Ф. А. Ушаков. Псков. 1891 г.
- Сборник трудов членов Псковского археологического общества. Вып. 1. Псков. 1897 г.; Вып. 2, 1902 г.; Вып. 12, 1916 г.
- Путеводитель по Музею Псковского археологического общества. 1908 г.
- Окулич-Казарин Н. Ф. Спутник по древнему Пскову : (Любителям родной старины). — Псков: Псков. археол. о-во. 1911 г.
- Каталог библиотеки Псковского археологического общества. Псков. 1913 г.
- Каталог Музея Псковского археологического общества. 1914 г.

## Члены общества
- А. В. Адлерберг — председатель общества до 1898 года.
- Н. И. Новосильцев — председатель общества в 1898—1902 годах.
- Н. Ф. Окулич-Казарин — хранитель музея, секретарь общества.
- Ф. М. Плюшкин
- Н. К. Богушевский
- К. К. Романов — почётный член
- М. И. Герасимов — член-соревнователь с 18 января  1906 года[8]
- Ф. А. Ушаков